# Kitaoka-jinja
Kitaoka-jinja är en shinto-helgedom belägen i Nishi-ku, Kumamoto, Kumamoto prefektur. Det sägs att den uppfördes under Heian-perioden och att dess kami rituellt delats och överförts från Gion-jinja i Kyoto. Tillsammans med Fujisaki Hachimangū är den en av Kumamotos anrikaste helgedomar. Dess shakaku-rang var kensha (prefekturshelgedom).
Helgedomen kallades ursprungligen Gion-gū, men i samband med separationen av buddhism och shintoism ändrades namnet till Kitaoka-gū år 1868, och 1872 fick den sitt nuvarande namn. En närliggande bro (Gionbashi), och en spårvagnsstation (Gionbashi station) bär dock fortfarande det gamla namnet.

## Historia
Enligt tradition grundades helgedomen av Fujiwara no Yasumasa år 934, då han som guvernör av Hikoprovinsen förde med sig hit en kami från Gion-jinja i Kyoto som beskydd. Men Fujiwara no Yasumasa föddes inte förrän år 958, och var guvernör långt senare. Uppgiften kan alltså inte ses som historisk fakta.
Kitaoka-jinjas ursprungliga namn var Gion-gū. Den har flyttats ett antal gånger, först år 937, och sedan år 979 då den placerades vid berget Asahiyama. Detta berg kom därefter att kallas Gionyama, och blev under Meijiperioden omdöpt till Hanaokayama.
Från början användes helgedomen för att be om nationens välstånd, och år 1154 utnämnde Kejsar Konoe den till "Sankaidōs nio länders första Gion-helgedom".
Under de krigande staternas tid upplevde den en nedgång då området styrdes av Sassa Narimasa, men fick ett uppsving under Katō Kiyomasa. Hosokawaklanen som senare härskade över Kumamoto flyttade år 1647 helgedomen till sin nuvarande plats, och denna familj kom att beskydda den i generationer.
Helgedomen bytte namn till Kitaoka-gū år 1868, och 1872 omdöptes den till Kitaoka-jinja. 1873 blev den rankad som kensha (prefektur-helgedom), och under Satsumaupproret låg rebellernas högkvarter en period på helgedomens område.

## Gudomar
- Susanoo
- Kushiinadahime
- Yahashira-no-Mikokami (Ame-no-Oshihomimi, Ame-no-hohi, Amatsuhikone, Ikutsuhikone, Kumanokusubi, Takiribime, Ichikishimahime, Dakitsuhime)

## Årlig festival
- 1-3 augusti

## Underordnade helgedomar
- Eki-jinja - kami: förfäders andar
- Kyōkokushi-jinja - kami: Fujiwara no Yasumasa
- Kiyohara-jinja - kami: Kiyohara no Motosuke

## Shinboku
- Akuyoke-no-Meotogusu - Ett par cirka tusen år gamla heliga kamferträd (shinboku). De sägs kunna avvärja ondska, ge tur, samt lyckligt äktenskap

## Området

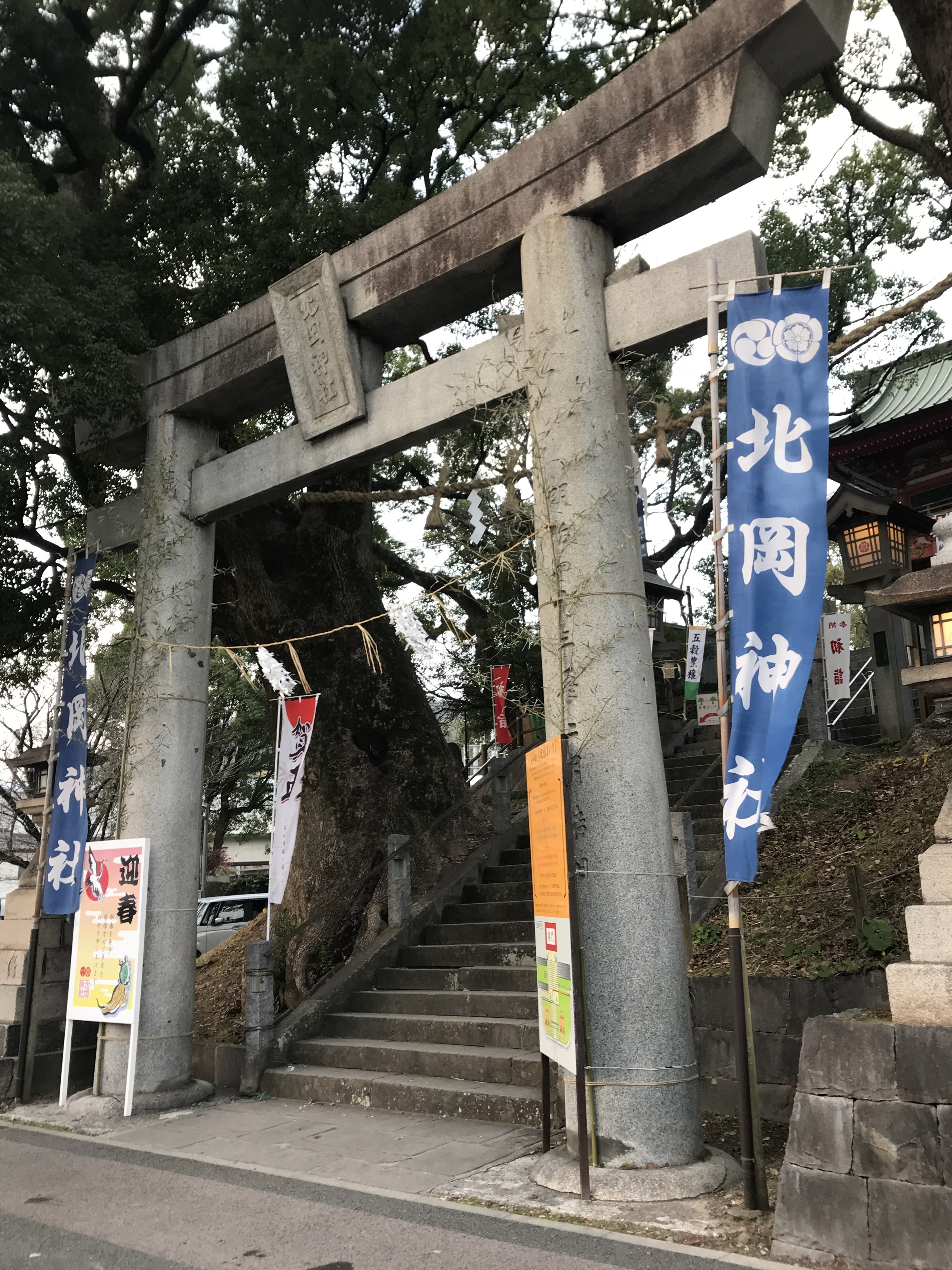
Torii
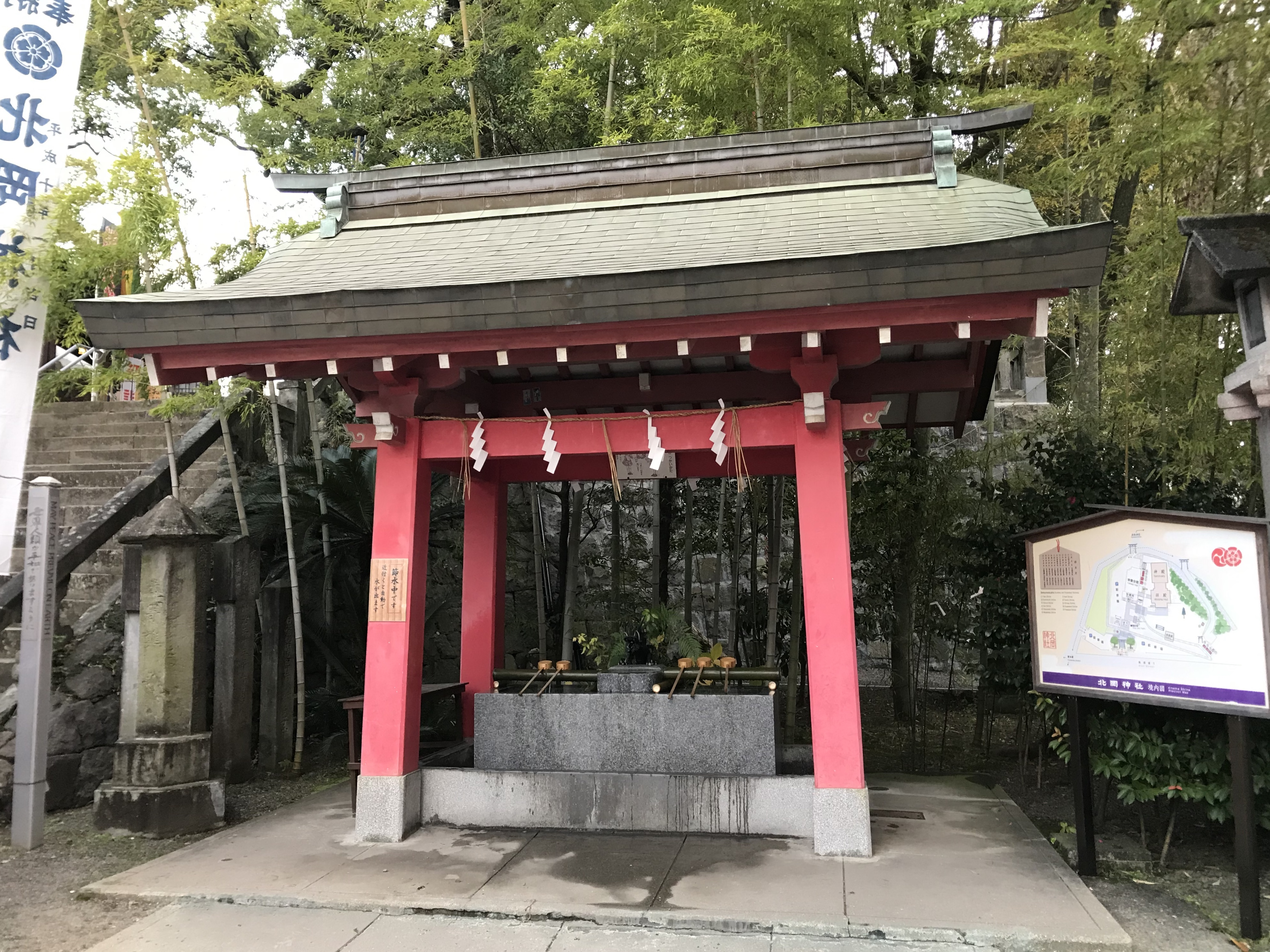
Chōzuya
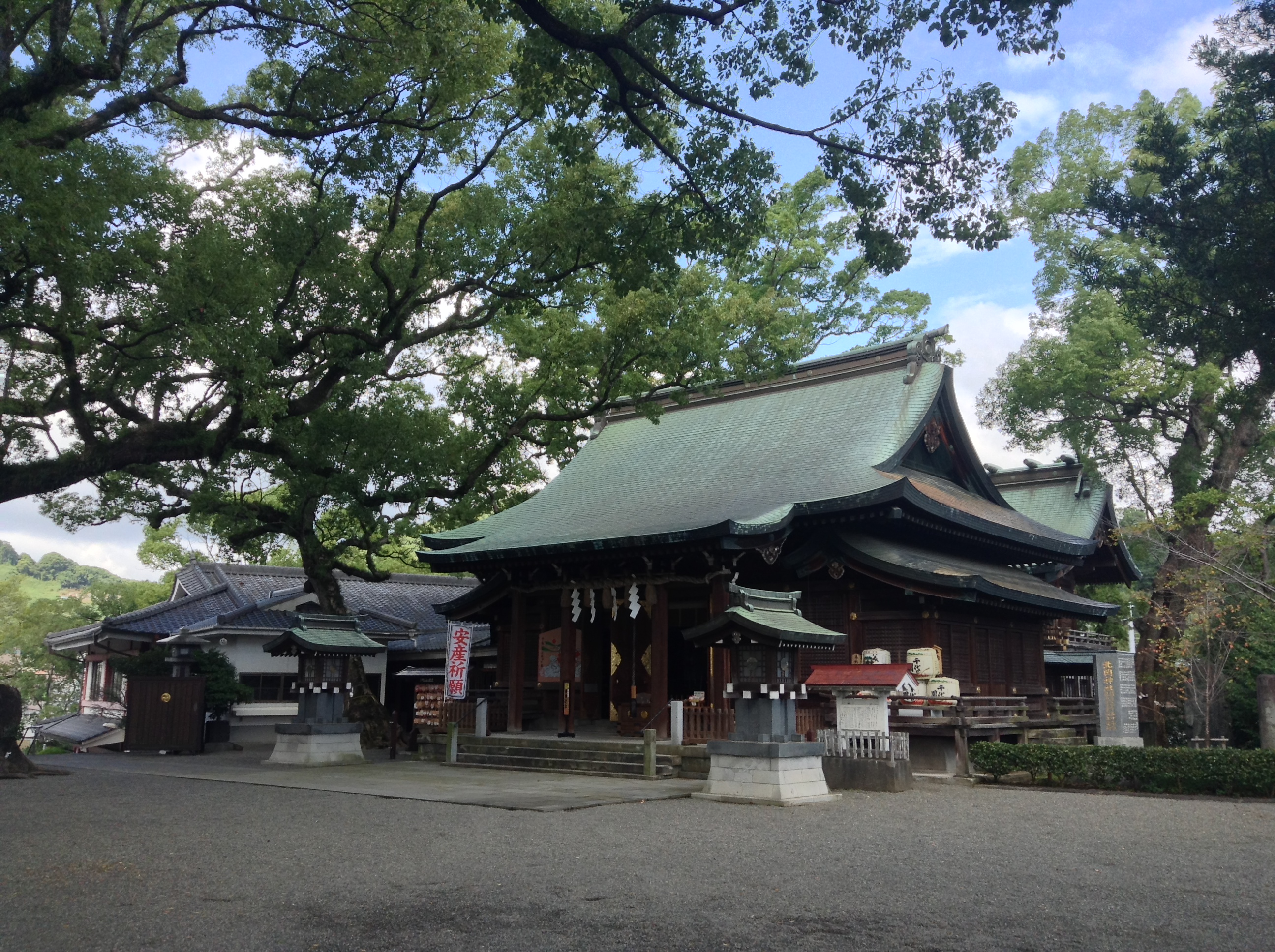
Helgedomen
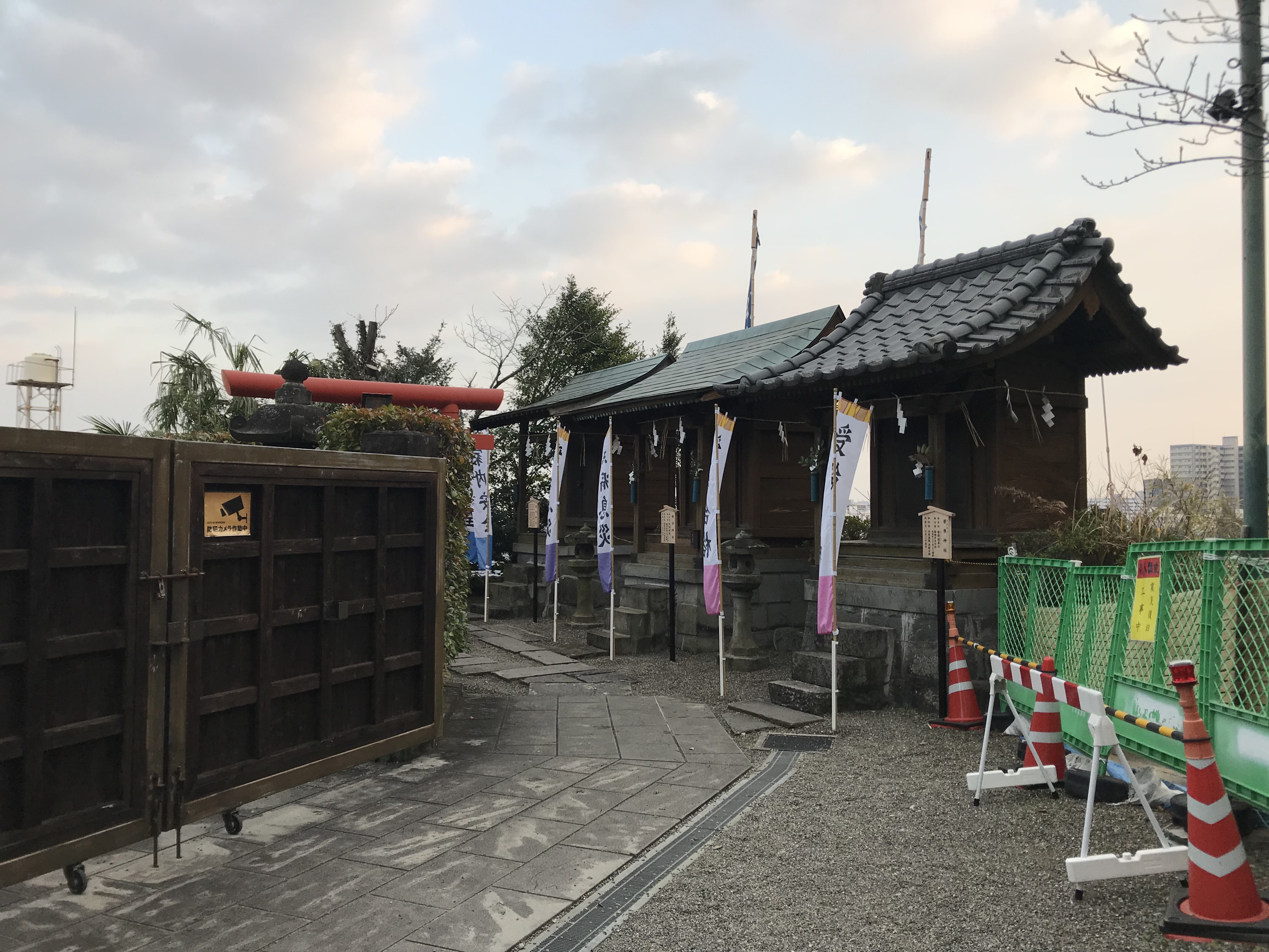
Underordnade helgedomar
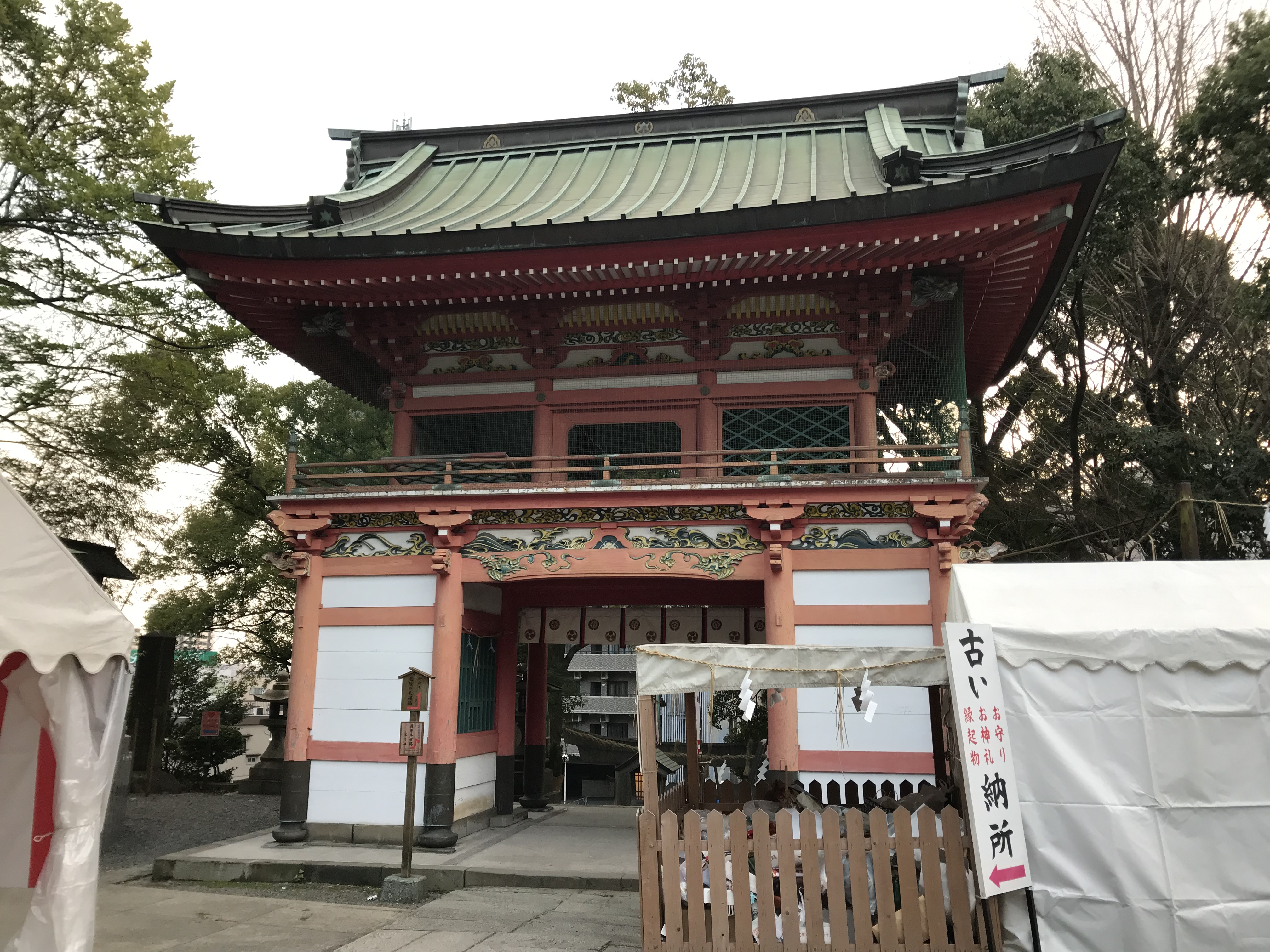
Rōmon
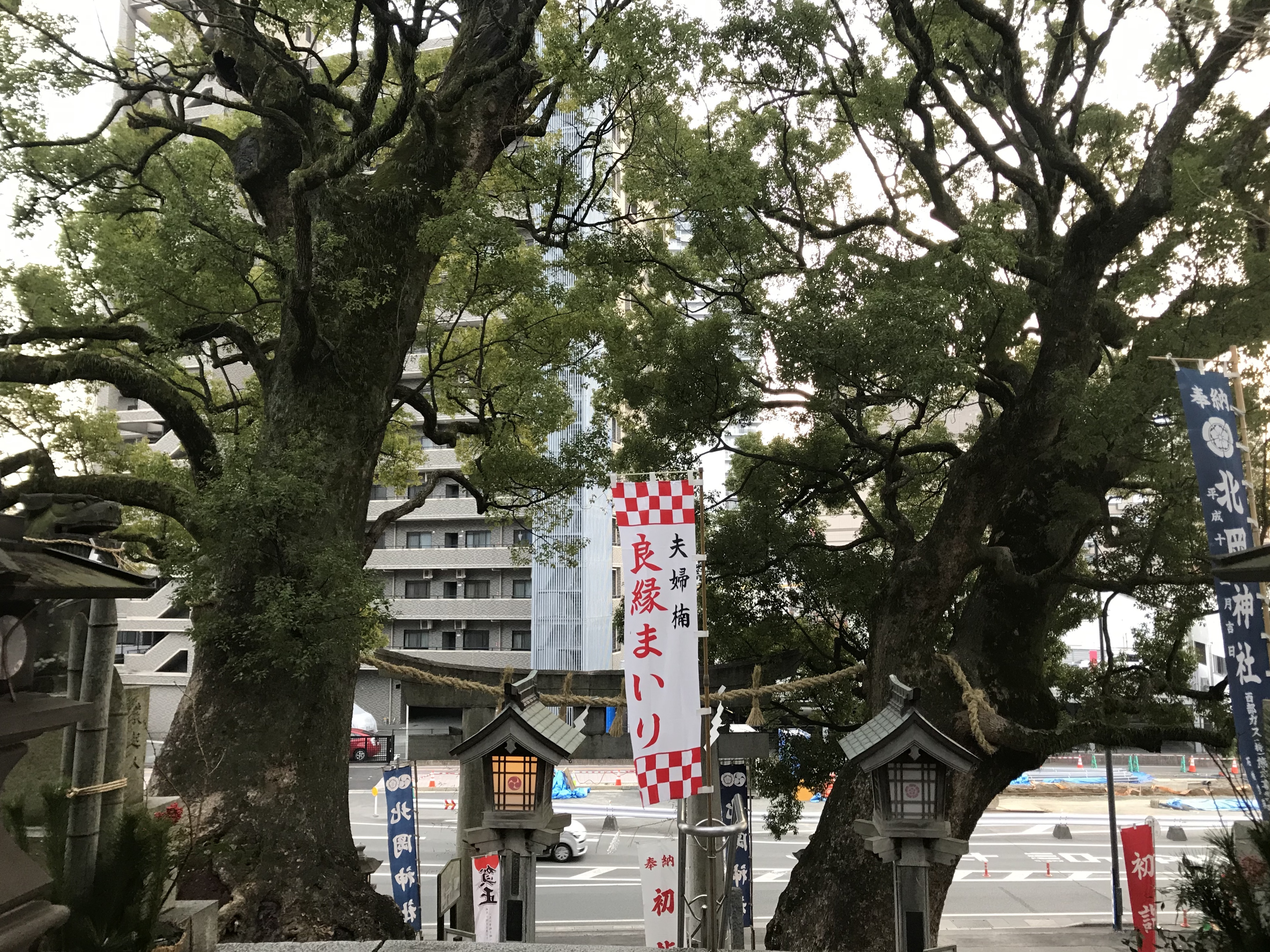
Kamferträd
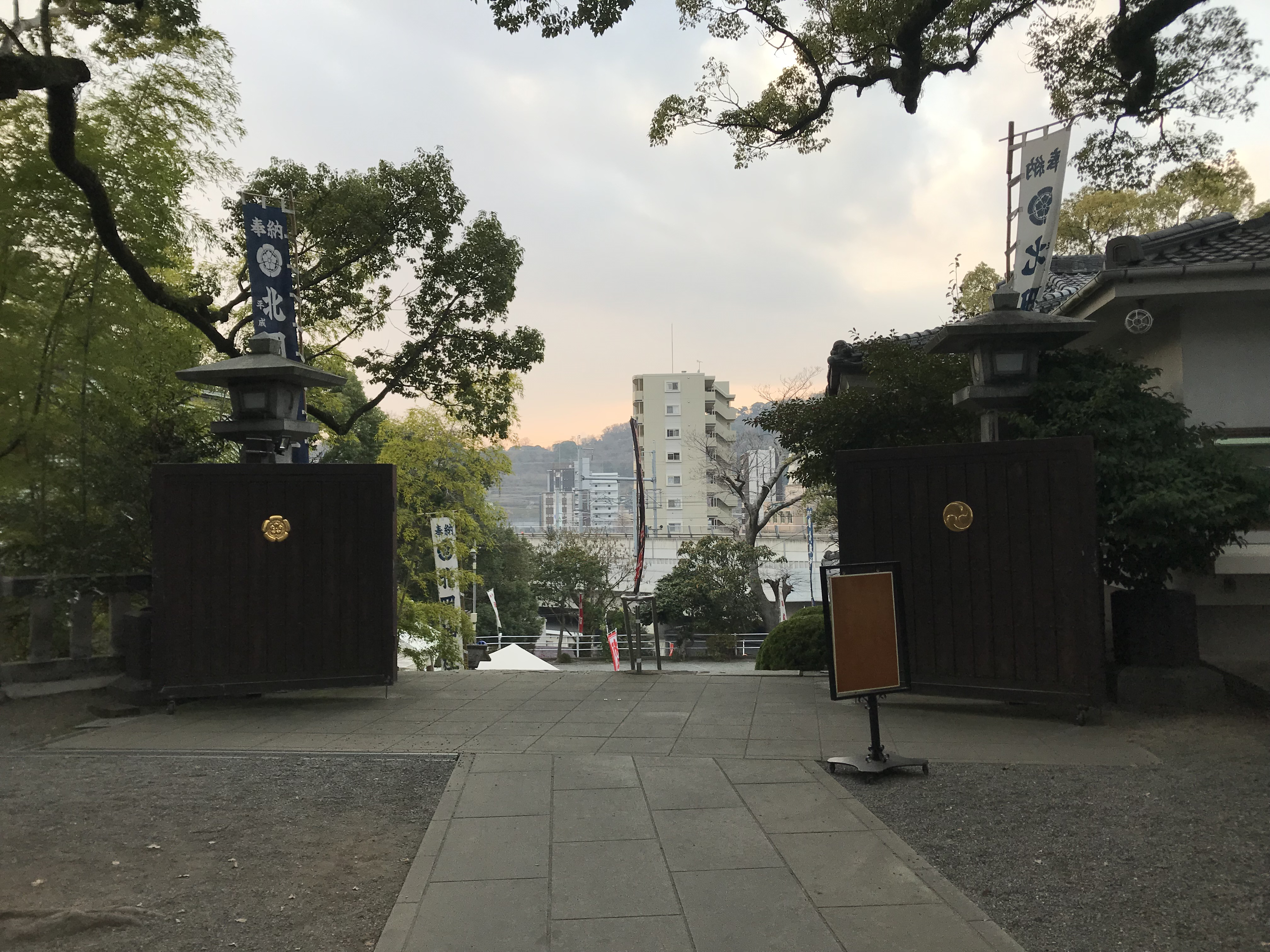
Shinmon
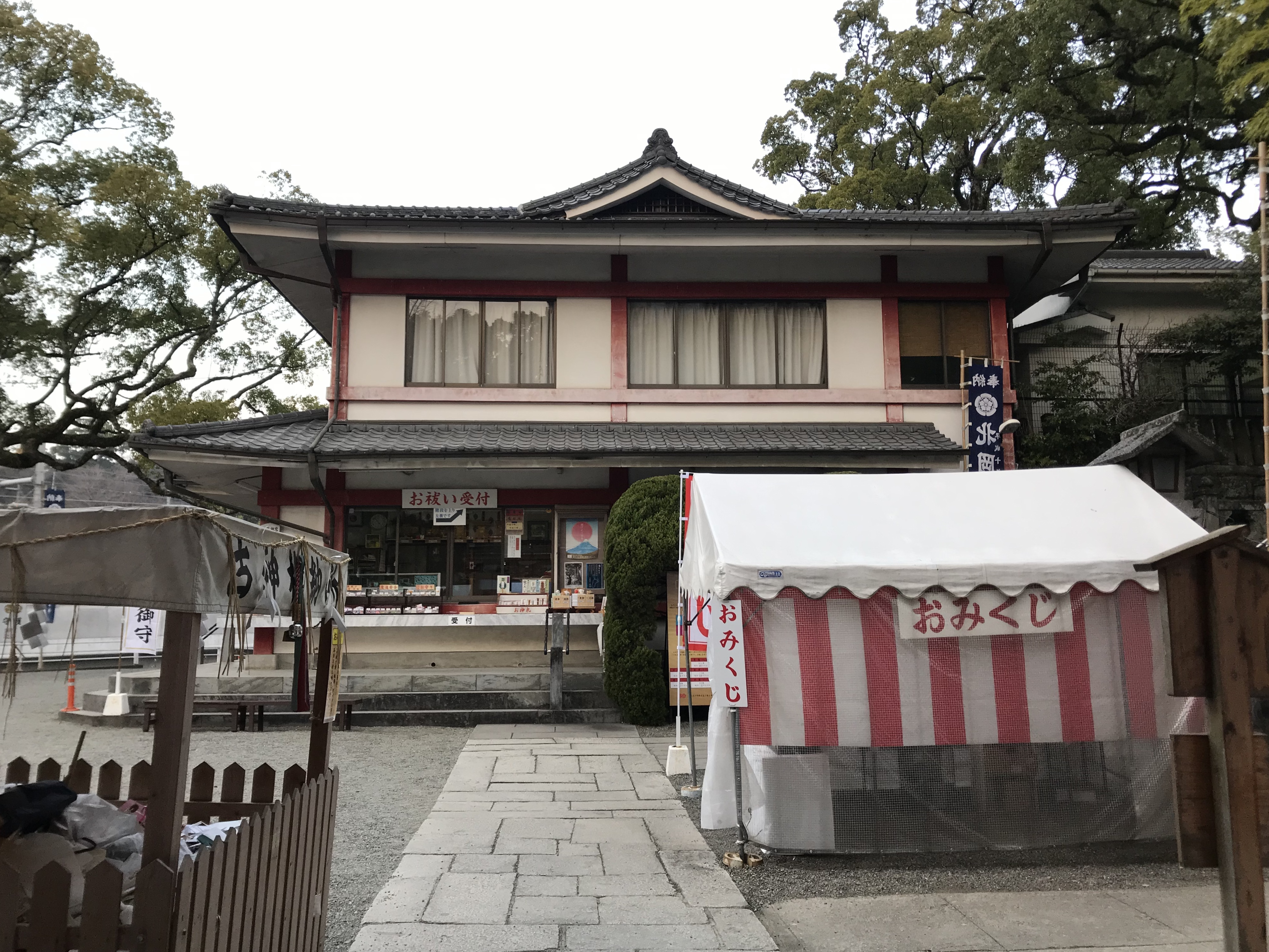
Kontor